# لوروا ميتشيل
لوروا ميتشيل (بالإنجليزية: Leroy Mitchell)‏ هو لاعب كرة قدم أمريكية أمريكي، ولد في 22 سبتمبر 1944 في وارتون في الولايات المتحدة.

## وصلات خارجية
- لوروا ميتشيل على موقع مرجع كرة القدم المحترفة.كوم (الإنجليزية)